# Nannocyrtopogon aristatus
Nannocyrtopogon aristatus är en tvåvingeart som beskrevs av James 1942. Nannocyrtopogon aristatus ingår i släktet Nannocyrtopogon och familjen rovflugor. Inga underarter finns listade i Catalogue of Life.